# 颱風歐莉芙 (1952年)
颱風歐莉芙（英語：Typhoon Olive，國際編號：5213，中國大陸編號：5220，聯合颱風警報中心：13W）是1952年太平洋台风季中最強的熱帶氣旋之一（以最高持續風速計算，另一個為超級颱風威爾瑪），也是該年第十三個熱帶氣旋及第九個颱風。它於9月13日在檀香山西南約1,600英里（2,575公里）處附近形成，翌日達致熱帶風暴的強度，並於9月15日增強成颱風，後來颱風再急劇增強和掠過威克島。由於其巔峰強度高達185英里每小時（298公里每小時），故此能夠具備現今薩菲爾-辛普森颶風等級制度下五級颱風的威力。
歐莉芙在9月21日轉化為溫帶氣旋，维持了約八日。它為威克島帶來顯著的破壞，造成了廣泛水浸，大部分建築物亦倒塌。幸而當地的受傷報告並不多，也沒人在風災中罹難，島上的設施已在1953年被修復。縱然如此，它仍是至今影響該島最嚴重的熱帶氣旋之一。

## 氣象歷史
除特別註明外，此章節的時間均以協調世界時（UTC）為準。
一個熱帶擾動於9月8日在北緯12度、西經169度附近形成，並在中太平洋颶風中心的天氣圖上被標註為一東風波；9月13日，該熱帶擾動在檀香山西南約1,600英里（2,600）處附近發展為一個熱帶低氣壓。中太平洋颶風中心原本預測該系統要到9月15日才有機會發展成熱帶風暴，但據後來的分析卻發現該系統早已在當地時間9月14日（即協調世界時15日0時）達致熱帶風暴的強度，於是將它命名為歐莉芙。9月15日，歐莉芙以10英里每小時（16每小時）向著西北偏西，朝往威克島移動，並在該日18時達到了75英里每小時（121每小時）的持續風速，意味著它已經發展為颱風。
歐莉芙在同日作進一步的增強，和掠過威克島附近，此時它的持續風速是127英里每小時（204每小時）。偵察機同時錄得了歐莉芙的中心氣壓為945毫巴（百帕斯卡；27.91英寸汞柱）。9月16日，歐莉芙再進一步增強成超級颱風，翌日達到巔峰強度185英里每小時（298每小時），成為該年太平洋最強風暴之一。然而兩日後，歐莉芙減弱和轉向東北移動，再於翌日減弱成為熱帶風暴，9月21日轉化為溫帶氣旋。

## 影響
歐莉芙是自1934年以來第二個影響威克島的颱風，帶來了120英里每小時（190每小時）的持續風速，最高陣風更達142英里每小時（229每小時）。風暴中，有700人暫時被安置在二次大戰時代興建的碉堡內，當地也有顯著的水浸。據事後估計，島上有85％建築物倒塌，包括教堂和半桶形活動小屋，另外全部房屋和酒店亦遭受破壞，由美國海岸防衛隊管理的羅蘭站（LORAN Station；或稱長程無線電導航站）也不能倖免。水、電等服務曾被一度中斷，在9月18日陸續恢復。島上相關設施亦於1953年成功修復。最後，因風暴而需要進行維修的總費用為約160萬美元（以1952年計）。幸而當地沒有死亡報告，僅有四人受傷，島上的230名泛美航空僱員當中沒有人受傷。
15年後，威克島再受颱風莎拉的正面吹襲，而颶風伊歐凱也於2006年掠過該地。有調查指出，在歐莉芙吹襲後十年間，威克島的植被迅速復原，風暴帶來可見的損壞痕跡已經少之又少。這是因為威克島是一太平洋環礁，而環礁植物經過幾千年來的颱風吹襲，已經對此自然適應，致使它們能在風暴過後迅速復原。

## 外部連結
- 日本氣象廳路徑數據 （页面存档备份，存于）